# August Lehrmann
August Lehrmann (geb. 24. Februar 1878 in Schweinfurt; gest. 28. Februar 1945 in Weimar) war ein deutscher Architekt und Stadtplaner.

## Leben
Von 1908 bis 1937 fungierte Lehrmann als Stadtbaurat in Weimar. Er folgte Bruno Schmidt in diesem Amt. Er konzipierte den Asbach-Grünzug auf der Basis eines Entwurfes von Max Vogeler von 1917, welchen er wesentlich erweiterte. Ein Teil davon ist der Weimarhallenpark. Weitere Teile des Asbach-Grünzugs sind das Sport- und Erholungszentrum mit dem Schwanseebad bzw. das Vimaria-Stadion, früher bezeichnet als Thüringische Landeskampfbahn. 1912 errichtete er das Säuglingsheim nördlich der Jakobskirche, ehemals Feodoraheim, 1930 das ehemalige Arbeitsamt am Rollplatz 10, 1925–28 die Pestalozzi-Schule in der William-Shakespeare-Straße 17 und 1928/29 das Friedrich-Schiller-Gymnasium in der Thomas-Mann-Straße 2. Lehrmann gilt als Vermittler zwischen der seinerzeit überwiegend konservativ eingestellten Weimarer Stadtverwaltung und den neuen Vorstellungen modernen Bauens bzw. Stadtplanens, was sich nicht zwangsläufig ausschloss. Der Asbach-Grünzug war seinerzeit eine der ambitioniertesten Grünflächenplanungen Deutschlands. Seine Auffassung von moderner Stadtbildpflege hatte er auch veröffentlicht. Er entwarf auch den von Josef Heise 1930 geschaffenen Kolonialbrunnen in Weimar. Im Jahr 1926 baute Lehrmann die vormalige Kraftfahrzeugfabrik Dittmann in der Erfurter Straße/Ecke Mozartstraße zum Feuerwehrdepot um. Im Jahre 1911 errichtete er das Krematorium auf dem Hauptfriedhof Weimar.
Lehrmann liegt auf dem Historischen Friedhof in Weimar begraben.